# 戸田裕之
戸田 裕之（とだ ひろゆき、英称: Hiro Y. Toda、1961年 - ）は、日本の経済学者で大阪大学社会経済研究所招聘教授である。専門は、理論経済学（計量経済学理論・実証マクロ経済学）。

## 学歴
- 1985年 - 東京大学農学部卒業
- 1991年 - イェール大学大学院経済学研究科修了、Ph.D. in Economics取得[3]

## 職歴
- 1991年 - 筑波大学社会工学系講師
- 1994年 - 筑波大学社会工学系助教授
- 1995年 - 大阪大学社会経済研究所助教授
- 1998年 - 旧・東京都立大学経済学部助教授
- 2000年 - 東京都立大学経済学部教授（2005年3月に退職）
- 2005年 - 大阪大学社会経済研究所招聘教授（現任）

### 都立大・首都大との関わり
東京都立大学経済学部在職中に、石原慎太郎・東京都知事主導による都立4大学整理・統合（首都大学東京開学）について一貫して抵抗。2004～2005年にかけ、積極的な抗議活動を展開していた。
- 首大非就任者の会の中心的メンバーとして、同会ウェブサイトに記事を多数投稿した。
- 都立大経済学部には第1・2講座「近代経済学」、第3講座「経済史・経済思想史」、第4講座「経営学・会計学」の4講座が設置されていた[4]が、石原都知事の考えに賛同した他講座を揶揄すべく寓話「昔々あるところに」を執筆した。
- 首都大への就任を拒否した結果、2005年3月都立大経済学部辞職に至る。なお、戸田をはじめ近代経済学グループの離職者が相次いだため、首都大開学の2005年4月時点では都市教養学部経済学コースの設置が見送られた（のち2009年4月に実現する）。

## 著作

### 論文
- Fukuda, Shin-Ichi, Teruyama, Hiroshi & Toda, Hiro Y(1991),"Inflation and price-wage dispersions in Japan," Journal of the Japanese and International Economies, Volume 5, Issue 2,pages 160-188.
- Toda, Hiro Y & Phillips, Peter C B(1993),"Vector Autoregressions and Causality", Econometrica, vol. 61(6), pages 1367-93. doi:10.2307/2951647
- Toda, Hiro Y.(1994),"Finite Sample Properties of Likelihood Ratio Tests for Cointegrating Ranks when Linear Trends are Present," The Review of Economics and Statistics（英語版）, MIT Press, vol. 76(1), pages 66-79.
- Toda, Hiro Y. & Yamamoto Taku(1995),"Statistical inference in vector autoregressions with possibly integrated processes," Journal of Econometrics（英語版）, Elsevier, vol. 66(1-2), pages 225-250.
- Toda, Hiro Y.(1995),"Finite Sample Performance of Likelihood Ratio Tests for Cointegrating Ranks in Vector Autoregressions," Econometric Theory, Cambridge University Press, vol. 11(5), pages 1015-32.
- Yamada H. & Toda Hiro Y. (1997) "A note on hypothesis testing based on the fully modified vector autoregression," Economics Letters（英語版）, Volume 56, Number 1, pages 27-39.
- 照山博司・戸田裕之（1997）「日本の景気循環における失業率変動の時系列分析」、『現代マクロ経済動学』（浅子和美・大滝雅之 編、東京大学出版会）所収、pp. 1227-279。

### テキスト
- 戸田裕之・山田宏（2007）『計量経済学の基礎―統計的手法の理論とプログラミング』、ISBN 978-4-13-042125-6、東京大学出版会。